# 4179 Toutatis

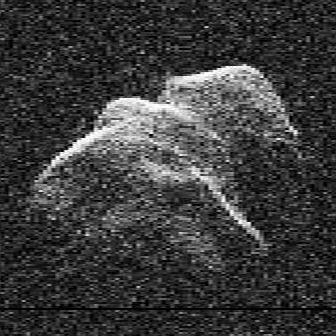
Imagine radar a asteroidului 4179 Toutatis captată de Goldstone în 1996.

4179 Toutatis/1989 AC este un asteroid Apollo, Alinda și care intersectează orbita planetei Marte. Are o orbită haotică produsă de o rezonanță de 3:1 cu planeta Jupiter, o rezonanță de 1:4 cu planeta Pământ și de apropierile frecvente de planetele telurice, inclusiv Pământul. Acesta este listat ca un obiect potențial periculos, deși sansele de a intra într-o coliziune cu Pământul sunt foarte mici.

## Descriere
4179 Toutatis este un asteroid din apropierea Pământului, cu diametrul mediu de aproximativ 5,4 km. Descoperit la 4 ianuarie 1989 de către Christian Pollas, pe o placă fotografică luată de Alain Maury și Derral Mulholland cu telescopul Schmidt al Centre de recherches en géodynamique et astrométrie (C.E.R.G.A.). Directorul serviciului era Jean-Louis Heudier. 
Asteroidul prezintă o orbită caracterizată printr-o semiaxă majoră egală cu 2.5314746 UA și o excentricitate de 0.6307684, înclinată cu 0.44593°, în raport cu ecliptica.
Toutatis a fost numerotat provizoriu 1989AC, apoi a fost denumit, făcându-se referire la Toutatis, zeitate celtă a războiului, a fertilității și bogăției, urmând numărătoarea 4179 făcută de Minor Planet Center. 
Toutatis este corelat cu ploaia de meteori Kappa Aquaride.
Orbita sa excentrică se întinde chiar din interiorul orbitei Pământului până la centura principală de asteroizi aflată între Marte și Jupiter. Înclinarea orbitei sale este slabă (nu sunt decât vreo cincizeci de asteroizi din apropierea Pământului care au o orbită mai puțin înclinată). 

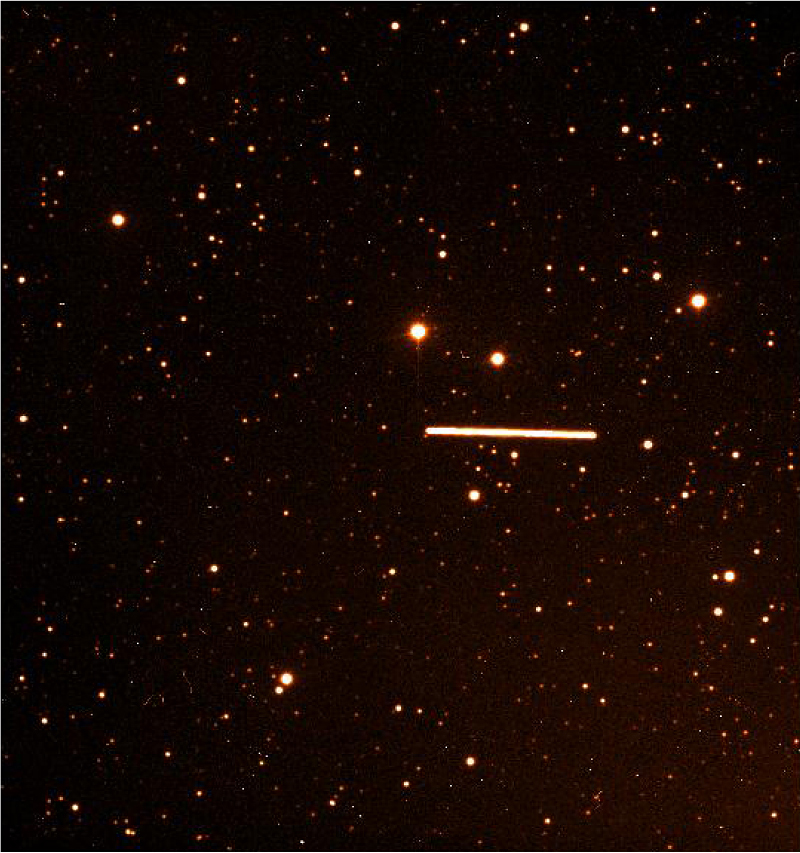
Asteroidul Toutatis văzut de ESO, (linia este asteroidul).

## Apropieri în ultimul sfert de secol
În ultimul sfert de secol, asteroidul s-a apropiat de Terra la 8 decembrie 1992, la o distanță de 3.600.000 de kilometri, apoi la data de 29 decembrie 2004 , la 1.500.000, apoi la 9 noiembrie 2008, la 7.500.000 de kilometri (0,0503 u.a., pentru precizie).
Apropierea dintre asteroid și planeta noastră care a avut loc între 25 și  28 decembrie 2016 a fost la o distanță de vreo 30.000.000 de kilometri (0,207 u.a.)

### Risc de impact în 2012
Astronomii au prevăzut că apropierea de la 12 decembrie 2012 va fi la o distanță de 0,046 UA. Cu o magnitudine de 10,7 asteroidul nu ar fi putut fi vizibil cu ochiul liber, însă obsevatorii experimentați l-ar fi observat cu un instrument potrivit, de exemplu un binoclu astronomic. Într-adevăr, apropierea sa de Pământ a avut loc la data de 12 decembrie 2012, la o distanță de aproximativ 7.000.000 de kilometri, o distanță care nu constituia niciun risc de impact cu planeta noastră.

## Apropieri viitoare
La 5 noiembrie 2069, asteroidul 4179 Toutatis va fi la o distanță de 0,0198486 u.a., adică 2.969.310 km.
O consecință a acestor apropieri de Pământ ale asteroidului este faptul că suferă perturbări gravitaționale ale acestuia. Astfel nu poate fi prezisă cu exactitate traiectoria asteroidului pentru mai multe secole viitoare.

## Explorări
După ce a explorat Luna, sonda spațială chineză  Chang'e 2 și-a modificat traiectoria pentru a întâlni asteroidul Toutatis la 13 decembrie 2012.Potrivit informațiilor comunicate de către Agenția Spațială Chineză (CNSA), Chang'e 2 a survolat asteroidul Toutatis cu viteza de 10,73 km/s și la altitudinea de 3,2 km. Sonda a luat, se pare, mai multe zeci de fotografii, dintre care unele cu o rezoluție de 10 metri pe pixel.